# تومازو کیه‌کی
تومازو کیه‌کی (ایتالیایی: Tommaso Chiecchi؛  ‏ تلفظ ایتالیایی: [tomˈmaːzo]؛ ‏ زادهٔ ۱۲ نوامبر ۱۹۷۹) بازیکن فوتبال اهل ایتالیا است.
از باشگاه‌هایی که در آن بازی کرده‌است می‌توان به باشگاه فوتبال مودنا، باشگاه فوتبال کیه‌وو ورونا، باشگاه فوتبال فوجا، باشگاه فوتبال ارورا پرو پاتریا ۱۹۱۹، باشگاه فوتبال آ. ث. لومتزانه، باشگاه فوتبال اسپال، و باشگاه فوتبال وارزه اشاره کرد.
وی همچنین در تیم‌های ملی فوتبال زیر ۱۷ سال ایتالیا بازی کرده‌است.